# Orange Beach
Orange Beach is een plaats (city) in de Amerikaanse staat Alabama, en valt bestuurlijk gezien onder Baldwin County.

## Demografie
Bij de volkstelling in 2000 werd het aantal inwoners vastgesteld op 3784.
In 2006 is het aantal inwoners door het United States Census Bureau geschat op 5519, een stijging van 1735 (45,9%).

## Geografie
Volgens het United States Census Bureau beslaat de plaats een oppervlakte van
29,5 km², waarvan 26,9 km² land en 2,6 km² water. Orange Beach ligt op ongeveer 4 m boven zeeniveau.

## Plaatsen in de nabije omgeving
De onderstaande figuur toont de plaatsen in een straal van 32 km rond Orange Beach.